# 简仕龙
简仕龙（1952年—），湖北江陵人，汉族，中华人民共和国政治人物、第十一届全国人民代表大会解放军代表。
毕业于解放军通信指挥学院军事通信学专业，是中共党员。担任江阴测量船基地原司令员。2008年起担任全国人大代表。
1999年，获中国载人航天工程第一次飞行试验任务突出贡献奖。